# Raymond Blondy
Pour les articles homonymes, voir Blondy.
Maurice dit Raymond Blondy, né le 21 mai 1908 dans le 3e arrondissement de Paris et mort le 2 octobre 1975 à Villejuif, est un acteur et directeur de production français. 
Il est le frère ainé de l'acteur et réalisateur Pierre Blondy.

## Filmographie
Acteur
- 1935 : Marie des Angoisses de Michel Bernheim

Assistant-metteur en scène
- 1933 : Le Béguin de la garnison de Pierre Weill[2]

Directeur de production
- 1936 :  Jenny de Marcel Carné
- 1937 : Ramuntcho de René Barberis
- 1937 : La Grande Illusion de Jean Renoir
- 1937 : L'Alibi de Pierre Chenal
- 1939 : La Brigade sauvage de Marcel L'Herbier et Jean Dréville
- 1944 : L'aventure est au coin de la rue de Jacques Daniel-Norman[3]
- 1949 : Portrait d'un assassin de Bernard-Roland
- 1958 : Deux hommes dans Manhattan de Jean-Pierre Melville
- 1963 : Seul... à corps perdu de Jean Maley
- 1964 : L'assassin viendra ce soir de Jean Maley
- 1965 : Sursis pour un espion de Jean Maley